# Kalle Rydberg
Karl Andreas "Kalle" Rydberg, tidigare Hellqvist, född 18 juni 1974 i Tumba, Stockholms län, är en svensk skådespelare, ljudtekniker och produktionsassistent.

## Biografi
Kalle Rydberg är son till skådespelerskan Eva Rydberg och Mats Hellqvist. Han gjorde TV-debut redan vid fyra års ålder som ett litet troll i julkalendern Trolltider. I tonåren svarade han för filtuthyrning och buljongförsäljning på friluftsteatern Fredriksdalsteatern i Helsingborg.
1996 tog han klivet upp på scenen i lustspelet Upp till Camping och var även med i musikalen Funny Girl året därpå. Sedan följde några års arbete bakom kulisserna, som ljudtekniker och produktionsassistent. Han återkom som skådespelare i Schlageryra i folkparken på Intiman i Stockholm 2004 och har därefter haft mindre roller i Eva Rydbergs uppsättningar på Fredriksdal bland annat Hemvärnets glada dagar och Den stora premiären.
Rydberg  har medverkat i filmerna Ögonblick och Om Sara. Han har även skrivit manus till barnpjäsen Busiga Biggan där hans halvsyster Birgitta Rydberg agerade i titelrollen.
Rydberg är (2025) gift med Sara Nyström och de har tillsammans ett tvillingpar födda i slutet av 2022.

## Filmografi

### Roller
- 1979 – Trolltider - Minitrollet
- 1996 – Upp till Camping - Allan Molin
- 1999 – Ögonblick - Jonas 18 år
- 2005 – Om Sara - Killen på klubben
- 2005 – Hemvärnets glada dagar - Soldat
- 2007 – Hata Göteborg - Jeppe
- 2007 – Den stora premiären - Jimmie
- 2008 – Rabalder i Ramlösa - Per Persson
- 2011 – Viva la Greta! - Nils Karlsson
- 2012 – Arsenik & Gamla Spetsar - Teddy Brewster
- 2015 – Min hemlighet - Anton
- 2016 – Maria Wern – Smutsiga avsikter
- 2016 – Jävla klåpare (TV-serie gästroll).
- 2019 – Playa del Sol (TV-serie)

### Ljudtekniker
- 2002 – Smiling Faces (som Karl Rydberg)

### Produktionsassistent
- 2002 – Tolken

## Teater

### Roller (ej komplett)
| År   | Roll                                      | Produktion                                                      | Regi              | Teater               |
| ---- | ----------------------------------------- | --------------------------------------------------------------- | ----------------- | -------------------- |
| 1996 | Allan Molin                               | Upp till camping Åke Cato och Mikael Neumann                    | Hans Bergström    | Fredriksdalsteatern  |
| 2006 |                                           | Herrskap och tjänstehjon Carlo Goldoni                          | Jan Hertz         | Fredriksdalsteatern  |
| 2007 | Jimmie                                    | Den stora premiären Åke Cato och Mikael Neumann                 | Adde Malmberg     | Fredriksdalsteatern  |
| 2008 | Per Persson                               | Rabalder i Ramlösa Adde Malmberg och Johan Schildt              | Roine Söderlundh  | Fredriksdalsteatern  |
| 2010 | Stadsbud                                  | Gröna hissen Avery Hopwood                                      | Anders Albien     | Fredriksdalsteatern  |
| 2010 | Godot, kypare                             | Hotelliggaren Ray Cooney                                        | Sven Melander     | Kristianstads teater |
| 2010 | Lille Skutt                               | Bamse och världsmästaren i elakhet Jens Hansegård               | Linus Wahlgren    | Intiman              |
| 2011 | Nils Karlsson, kommunalråd                | Viva la Greta Åke Cato och Mikael Neumann                       | Anders Albien     | Fredriksdalsteatern  |
| 2012 | Konstapel O'Hara                          | Arsenik och gamla spetsar Joseph Kesselring                     | Ronny Danielsson  | Fredriksdalsteatern  |
| 2012 | Sigismund Sülzheimer                      | Vita Hästen Ralph Benatzky, Erik Charell och Hans Müller        | Anders Aldgård    | Nöjesteatern         |
| 2013 | Konstapel Crabtree                        | 'Allå, 'allå, 'emliga armén David Croft och Jeremy Lloyd        | Anders Albien     | Fredriksdalsteatern  |
| 2014 | Manuel                                    | Pang i bygget John Cleese och Connie Booth                      | Anders Albien     | Fredriksdalsteatern  |
| 2015 | Leander                                   | Den stressade Ludvig Holberg                                    | Jan Hertz         | Fredriksdalsteatern  |
| 2015 | Kungen                                    | Snövit - The musical Robert Dröse och Martin Land               | Robert Dröse      | Maximteatern         |
| 2016 | Spats Colombo                             | Sugar - I hetaste laget Jule Styne, Bob Merrill och Peter Stone | Anders Aldgård    | Fredriksdalsteatern  |
| 2017 | Servitören                                | Hotelliggaren Ray Cooney                                        | Sven Melander     | Fredriksdalsteatern  |
| 2018 | Advokat Wall                              | Fars lilla tös Franz Arnold och Ernst Bach                      | Anders Aldgård    | Fredriksdalsteatern  |
| 2024 | Moje Timlund, allkonstnär och allt-i-allo | Ett resande teatersällskap Andreas T. Olsson                    | Andreas T. Olsson | Sundspärlan          |